# 瑪莉亞城站
瑪莉亞城站（法語：Station Villa-Maria）位於加拿大魁北克省蒙特利爾市，是蒙特利爾地鐵2號線其中一個車站。唯一一个出口位于迪卡里大道与Monkland街交界处。

## 连接巴士
位于玛利亚城站的公共交通交汇处有2条巴士线路前往NDG区和1条线路往市中心，分别是
```
24 Sherbrooke
103 Monkland
162 Westminster
```

## 外部連結
- （法文）（英文）蒙特利爾交通局：瑪莉亞城站 （页面存档备份，存于）（英文） （页面存档备份，存于）
- （法文）（英文）：瑪莉亞城站 （页面存档备份，存于）（英文） （页面存档备份，存于），含有瑪莉亞城站的資訊、歷史、車站結構與藝術品資料。